# Lluïsa Carlota de Mecklenburg-Schwerin
Lluïsa Carlota de Mecklenburg-Schwerin (en alemany Luise Charlotte von Mecklenburg-Schwerin) va néixer a Schwerin el 19 de novembre de 1779 i va morir a Gotha el 4 de gener de 1801. Era filla del Gran Duc Frederic Francesc I de Mecklenburg-Schwerin (1756-1837) i de la princesa Lluïsa de Saxònia-Gotha (1756-1808).
El 21 d'octubre de 1797 es va casar amb el príncep hereu del ducat de Saxònia-Gotha-Altenburg, August (1772-1822), fill dels ducs Ernest II (1745-1804) i de Carlota de Saxònia-Meiningen (1751-1827). Quatre anys després de casar-se va morir sobtadament, a l'edat de 22 anys, abans que el seu marit heretés el Ducat. El matrimoni havia tingut una filla, Lluïsa (1800-1831), casada amb el duc Ernest I de Saxònia-Coburg Gotha (1784-1834).